# Charles-Étienne Briseux
Charles-Étienne Briseux est un architecte français et théoricien de l’architecture, né en 1680 à Baume-les-Dames (Doubs), et mort le 23 septembre 1754 à Paris.

## Œuvre bâti
Connu pour ses décorations d’intérieur (des manteaux de cheminée, des miroirs, des portes et des dessus de porte, les plafonds, les consoles, candélabres, boiseries murales etc.), principalement dans le style Louis XV.
Briseux a sans doute construit le château d'Everly pour la famille des Mortemart, au milieu du XVIIIe siècle.

## Œuvre publié
Briseux s’est engagé dans la querelle des Anciens et des Modernes aux côtés des Anciens et en particulier, de François Blondel.
Réalisations :
- Château du marquisat de La Londe (détruit) entre Louviers et Rouen en Normandie.
- Château de Long (existant), dans la Somme, entre Amiens et Abbeville.
- Bâtiment conventuel de l'abbaye prémontrée de Saint-Just-en-Chaussée, près de Beauvais (détruit en 1830).
- Hôtel d'Augny (existant) à Paris, actuelle mairie du 9e arrondissement.
- Château de Jossigny (existant) (château construit par Jacques Hardouin-Mansart de Sagonne et inspiré du recueil d'architecture de Charles-Étienne Briseux (L'Art de bâtir les maisons de campagne), de la planche 25 pour la façade du côté cour d'entrée et de la planche 29 pour la façade du côté jardin).

On lui doit les ouvrages suivants :
- Architecture moderne ou l’Art de bien bâtir : Pour toutes sortes de personnes, tant pour les maisons de particuliers que pour les palais… (2 vol., 1728)
- L’Art de bâtir les maisons de campagne (2 vols., 1743)
- Traité du beau essentiel dans les arts appliqué particulièrement à l’architecture, avec des gravures de Jean-Georges Wille (Portrait de Briseux) et de Martin Marvie pour les pages de titres (1752)
- Traité des proportions harmoniques